# Indian Independence Act 1947

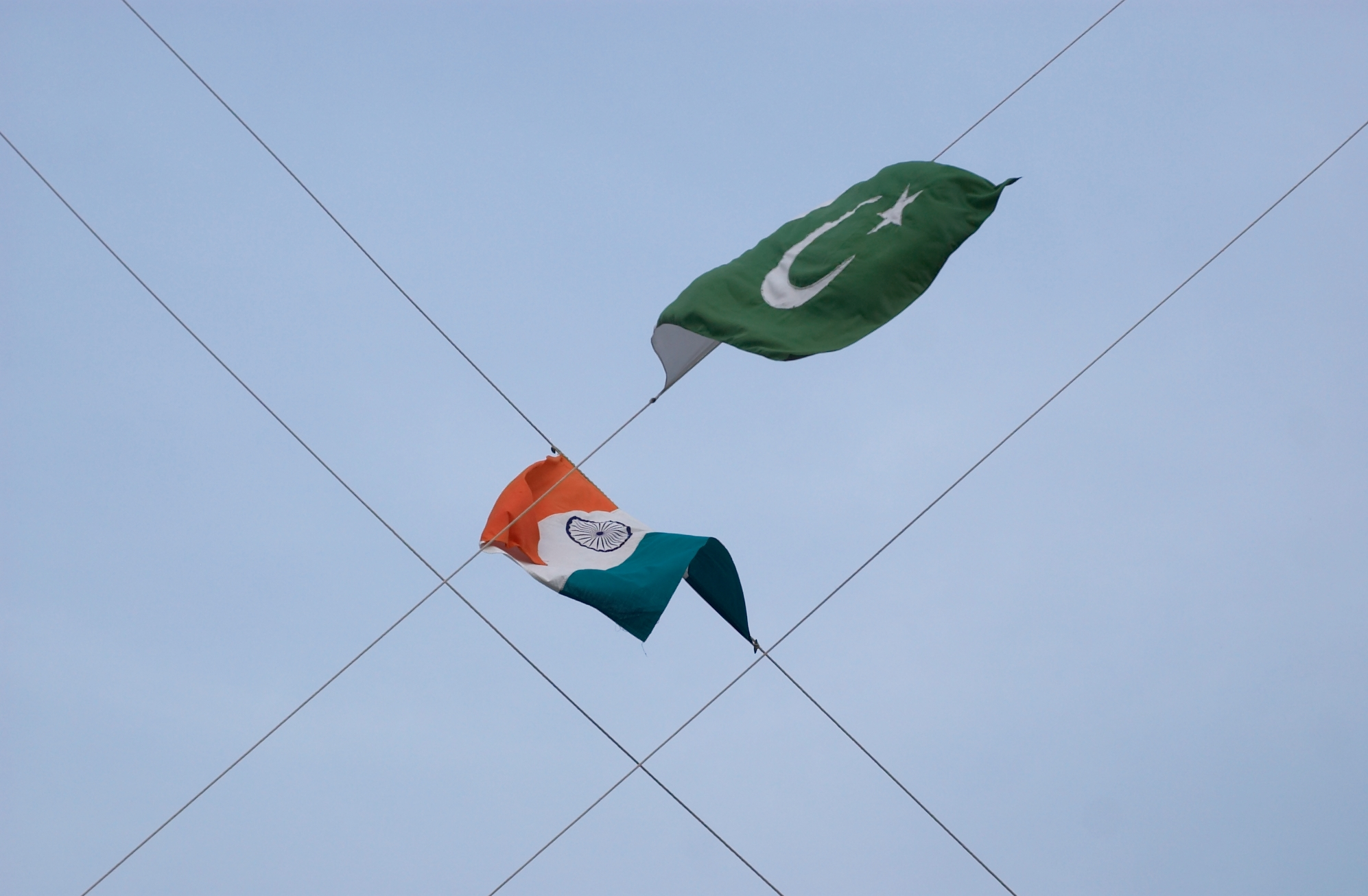
Indiens och Pakistans flaggor.

Indian Independence Act 1947 var den brittiska parlamentsakt som ledde till Indiens delning vid midnatt mellan 14 och 15 augusti 1947, då Pakistan bröts loss ur Indien, och två oberoende stater upprättades. Parlamentsaktens långa titel var "An Act to make provision for the setting up in India of two independent Dominions, to substitute other provisions for certain provisions of the Government of India Act, 1935, which apply outside those Dominions, and to provide for other matters consequential on or connected with the setting up of those Dominions."

## Bakgrund
Den 20 februari 1947 meddelade Storbritanniens premiärminister Clement Attlee att den indiska frågan skulle vara löst senast i juni 1948. Den 3 juni samma år föreslog Louis Mountbatten en tvåstatslösning, vilken antogs av det brittiska parlamentet i juli samma år.

### Fotnoter
1. ↑  ”The Mountbatten Plan and The Indian Independence Act 1947” (på engelska). Holistic Thought. Arkiverad från originalet den 6 januari 2016. https://web.archive.org/web/20160106132713/http://holisticthought.com/the-mountbatten-plan-and-the-indian-independence-act-1947/. Läst 4 januari 2016.